# Monumente
Monumente ist ein Magazin, das sich der Denkmalkultur und dem Denkmalschutz in Deutschland widmet. Es wird seit 1991 von der gemeinnützigen Deutschen Stiftung Denkmalschutz herausgegeben. Die Zeitschrift erscheint sechsmal jährlich und umfasst 74 Seiten. 

## Beschreibung
Im Mittelpunkt der mit zahlreichen Bildern illustrierten Publikation stehen Kulturdenkmale, deren Erhalt oder Restaurierung die Deutsche Stiftung Denkmalschutz unterstützt. Darüber hinaus gibt das Magazin geschichtliche Hintergrundinformationen zu Denkmalen und bietet Einblicke hinter die Kulissen von Gebäuden, die nicht immer öffentlich zugänglich sind. Es stellt Restaurierungsmethoden vor und Menschen, die sich für den Erhalt von Denkmalen in besonderer Weise einsetzen. Zudem beleuchtet es bauliche Funktionen und die historische Bedeutung von Bauwerken wie beispielsweise Stadtmauern, Gehöften, Burgen oder Industriedenkmalen. 
Monumente informiert die Leser – an Denkmalpflege und Denkmalschutz interessierte Bürgerinnen und Bürger und die Förderer der Deutschen Stiftung Denkmalschutz – regelmäßig über die Projekte und Aktionen der Stiftung. Dazu zählen unter anderem Benefiz-Veranstaltungen, die sich an junge Menschen richtenden Jugendbauhütten, das Schulprogramm „denkmal aktiv“, Weiterbildungsseminare der hauseigenen „DenkmalAkademie“, Kulturreisen, aktuelle Ausstellungen und Publikationen des hauseigenen Verlags. Daneben ruft Monumente regelmäßig zu Spenden für Denkmale auf, die besonders stark von dem Verfall bedroht sind und gerettet werden sollen. Verantwortlich für den Inhalt sind die Vorstände der Deutschen Stiftung Denkmalschutz, Steffen Skudelny und Lutz Heitmüller. 
Neben der Druckausgabe der Monumente veröffentlicht die Deutsche Stiftung Denkmalschutz seit 2005 ebenfalls zweimonatlich das Internetmagazin Monumente Online. Es enthält einige Beiträge des gleichzeitig erscheinenden gedruckten Magazins, ergänzt durch Expertengespräche, weitere Bilder und Buchrezensionen.
Die herausgebende Stiftung ist zudem Koordinatorin des bundesweiten Tags des offenen Denkmals, an dem Denkmale deutschlandweit für interessierte Bürgerinnen und Bürger ihre Pforten öffnen. Parallel zu diesem Großevent erscheint ein Sonderheft, das das aktuelle Motto sowie zahlreiche weitere Aspekte der jährlich stattfindenden Veranstaltung beleuchtet.